# Jarret
Jarret är en kommun i departementet Hautes-Pyrénées i regionen Occitanien i sydvästra Frankrike. Kommunen ligger i kantonen Lourdes-Est som tillhör arrondissementet Argelès-Gazost. År 2022 hade Jarret 303 invånare.

## Befolkningsutveckling
Antalet invånare i kommunen Jarret
| Referens: INSEE |